# Рябово (мыза)
Мы́за Ря́бово (фин. Rääpyvä) — бывшая усадьба старинного дворянского рода Всеволожских, в которой в разные годы бывали А. А. Алябьев, А. Н. Верстовский, И. А. Крылов и другие деятели культуры. Возникла в начале XVIII века, представителям рода Всеволожских принадлежала с 1818 по 1918 год. На территории усадьбы находится Румболовский парк, Всеволожский агропромышленный техникум и несколько архитектурных памятников федерального и регионального значения. Ныне один из микрорайонов города Всеволожска.

## История

### Первые владельцы
Мыза Рябово возникла в начале XVIII века в Шлиссельбургском уезде Санкт-Петербургский губернии на месте финской деревни Ряяпювя в верховье Мельничного ручья. Согласно писцовой книге 1712 года по Санкт-Петербургскому и Шлиссельбургскому уездам такой мызы ещё не существовало, а согласно переписи майора И. А. Шипова 1732—1733 годов в ней уже насчитывалось 116 крепостных.
Первым документом, в котором упоминается мыза Рябово, является карта Ингерманландии А. Ростовцева 1727 года, где она обозначена к востоку от места нынешнего расположения, на Мельничном ручье. Согласно ревизским сказкам в ней числилось 12 человек мужского пола.
- С 1727 по 1732 год мыза была казённой и занималась поставками фуража[9][3]
- С 1732 по 1736 год ею владели вице-губернатор Воронежской губернии Егор Иванович Пашков и полковник, советник полицмейстерской канцелярии Афанасий Степанович Исаков[5]
- С 1736 по 1746 год — вдова Е. И. Пашкова, Марфа Васильевна Пашкова, а также полковник, комендант Выборгского гарнизона А. С. Исаков и Михаил Иванович Сафонов — камер-паж (1741), а затем камер-юнкер (1746) императрицы Елизаветы Петровны[10]
- С 1746 по 1762 год — М. В. Пашкова, её сын Пётр Егорович Пашков и получивший звание бригадира А. С. Исаков[10]
- С 1762 по 1764 год — коллежский советник, кофешенк императрицы Елизаветы Петровны Александр Ульянович Саблуков и теперь уже генерал-поручик А. С. Исаков[11]
- С 1764 по 1773 год — дочь А. У. Саблукова, Екатерина Александровна Мордвинова, получившая мызу в приданое и её муж, видный военный инженер Михаил Иванович Мордвинов[12]
- В 1773 году Е. А. Мордвинова продала имение придворному банкиру Ивану Юрьевичу Фридриксу за 20 000 рублей[13].

### Мыза Фридриксов
Вступив во владение мызой Рябово в 1774 году барон Иван (Иоганн) Юрьевич Фридрикс (Фредерикс) перенёс административно-хозяйственный центр имения с Мельничного ручья на Румболовскую гору, выстроил первый усадебный дом и приступил к осушению окрестных лесов. За три года мелиоративных работ в сторону Токсова был проложен магистральный канал длиной около 8 километров, шириной около 4 метров и множеством впадающих в него малых каналов общей длиной около 120 километров. Были пробиты 14 просек шириной 30 метров, по которым были проложены дороги и построено множество мостов. Во время прокладки каналов в окрестных болотах была обнаружена железная руда, залегавшая пластами, и в ней «до 100 фунтов по плавильной пробе 35 фунтов хорошего железа в себе содержали». Из неё Фридрикс организовал выплавку железа.
Барона привлекала идея организовать на своих землях место для празднеств, охотничьих выездов и прочих развлечений столичной знати, включая императрицу. Он даже пытался построить на Румболовской горе дворец для Екатерины II. По проекту переустройства мызы астронома и метеоролога Э. И. Шрётера им были начаты работы по разбивке регулярного парка (совр. Румболовский парк), производилось рытьё подземных ходов от фундамента заложенного дворца, но воплотить свои замыслы в жизнь барон не успел, им были выстроены лишь деревянный господский дом, службы, большие оранжереи и сад.
Осушенные земли барон засевал озимой рожью. Кроме того он завёз в имение породистый молочный скот. По мнению краеведов Н. Д. Солохина и И. В. Венцеля Иван Юрьевич основал в своём имении производство сыров, занятие для России тех времён необычное и передовое. Для этого под Румболовской горой было выстроено здание из красного кирпича. Здание сыроварни 1774 года постройки дошло до наших дней и является самым старым зданием в городе Всеволожске. В конце XIX века в здании сыроварни работала щёточная фабрика, после революции — детсад, в годы Великой Отечественной войны — дом отдыха, где жили лётчики 1-го минно-торпедного авиационного полка Краснознамённого Балтийского флота, многие из которых были удостоены звания Героя Советского Союза, после войны прокат лыж, столовая, база отдыха «Снежинка». Сейчас в здании бывшей сыроварни барона Фридрикса располагается музей Дом авиаторов (открыт в 2019 году).
В 1778 году барон И. Ю. Фридрикс построил в имении первый на территории будущего Всеволожска храм — 400-местную кирху Святой Регины, ставшую центром Рябовского лютеранского прихода.
В 1779 году, после его смерти, владельцем имения стал его сын Густав Иванович Фридрикс, майор артиллерии в отставке. Общая площадь мызы Рябово составляла тогда 8408 десятин. К ней относились деревни: Бабино, Губки, Кяселево, Корнево, Минулово, Пугарево, Румболово, Углово. В XVIII веке в пределах мызы Рябово проживали местные финны-ингерманландцы, пленные шведы и русские крестьяне-переведенцы из центральных районов России.
В 1795 году барон Густав Фридрикс продал своё родовое гнездо надворному советнику Ивану Эммануиловичу Гертелю, который сделал мызу Рябово центром тонкорунного овцеводства. В 1808 году И. Э. Гертель продал мызу жене богатого тверского помещика, коллежского советника Николая Яковлевича Толстого, Алевтине Ивановне (Павловне) Толстой. Толстые десять лет прожили в бывшей баронской усадьбе, они построили в ней оранжереи, где выращивали экзотические для северных широт фрукты.

### Мыза Всеволожских
25 мая 1818 года у Толстых мызу Рябово купил богатейший русский помещик, камергер Всеволод Андреевич Всеволожский. За четыре года В. А. Всеволожский создал на месте старой, новую усадьбу с большим французским парком. С большим размахом (по тем временам) были проведены мелиоративные работы. На осушенных землях был переразбит парк на основе дикорастущих деревьев, дополненный высаженными дубами, липами, лиственницами, соснами, елями, берёзами, клёнами и декоративным кустарником. На восточном склоне холма был разбит фруктовый сад и переоборудованы оранжереи, где в зимнее время зрели персики, виноград, ананасы и земляника.
Вместо старого баронского дома, стоявшего у самой дороги, в течение трёх лет архитектор Павел Данилович Шрётер построил ближе к обрыву полутораэтажный (первый этаж цокольный), деревянный с мезонином и двумя флигелями усадебный дом в стиле ампир. В левом флигеле давал представления перевезённый из Пожвы крепостной театр Всеволожского, правый использовался как банкетный зал. В центре здания, в полукруглом мезонине, находилась домовая церковь. К востоку от усадебного дома была возведена «булыжная конюшня о двух этажах», а в овраге у северного фасада, так называемый «Красный замок» — газогенераторная станция для освещения усадьбы.

Усадебный дом мызы Рябово
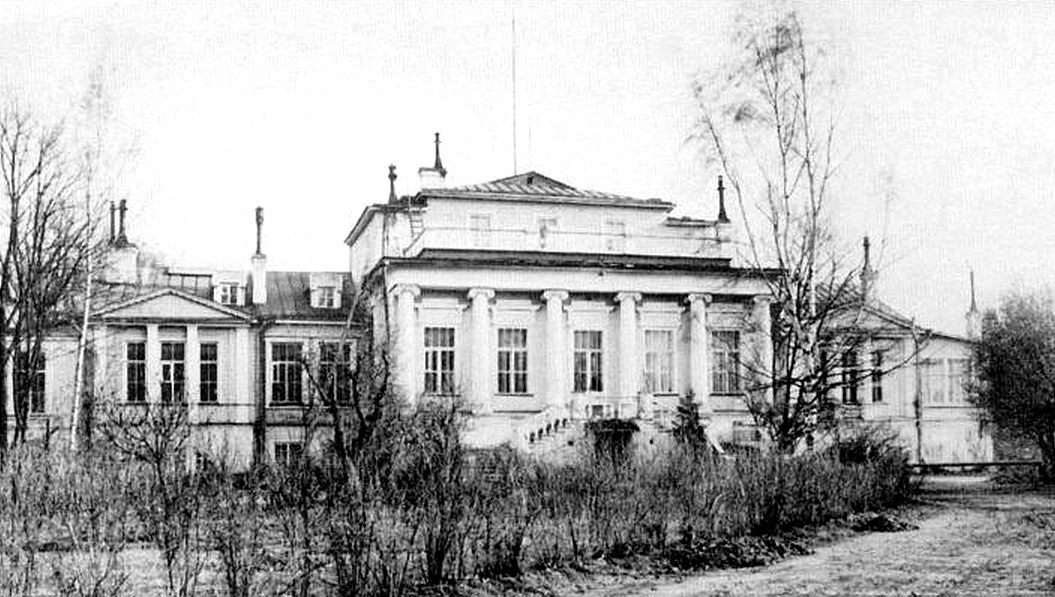
Северный фасад
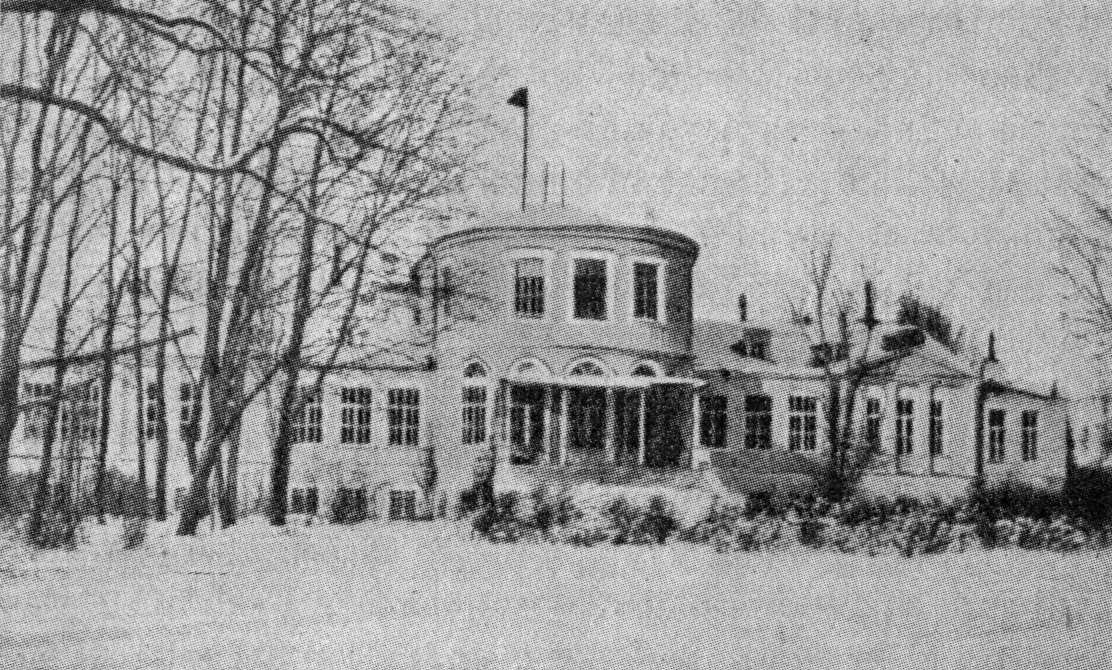
Южный фасад

В октябре 1822 года на мызе Рябово был устроен трёхдневный праздник в честь 53-го дня рождения Всеволода Андреевича Всеволожского, который был совмещён с новосельем. Торжество, проходившее в присутствии десятков именитых гостей, с различными представлениями, балами, обедами и театрализованными действиями, нашло своё отражение в описании данном поэтом Ф. Н. Глинкой.
В начале 1820-х годов В. А. Всеволожский начал устройство у западного склона Румболовской горы большого искусственного озера. Для этого предполагалось использовать уже имеющуюся, построенную бароном И. Ю. Фридриксом систему осушительных каналов, отводящих с полей излишки воды к северу, в Генеральный ручей. Всеволод Андреевич решил повернуть ход воды вспять и наоборот заполнить водой большой котлован вырытый в полях перед мызой. Чтобы вода смогла наполнить котлован, планировалось с западной стороны главного отводного канала, построенного Фридриксом, насыпать большой земляной вал длиною несколько вёрст, вплоть до Генерального ручья, затем перекрыть его плотиной и весной в половодье, собрав всю воду, поступающую из его верховий, поднять уровень воды в системе выше котлована и таким образом наполнить его. Циклопическая работа продолжалась с перерывами полтора десятка лет, но ряд ошибок в планировании и недостаток средств привели к тому, что озеро создано не было, проект остался не окончен.
На мызе Рябово в гостях у В. А. Всеволожского бывали композиторы А. А. Алябьев, А. Н. Верстовский, Л. В. Маурер, писатель И. А. Крылов, поэт Ф. Н. Глинка, художник А. О. Дезарно, президент Императорской Академии художеств А. Н. Оленин и многие другие деятели культуры.
После смерти В. А. Всеволожского в 1836 году выяснилось, что только казённых долгов Всеволода Андреевича осталось «три миллиона сто восемьдесят восемь тысяч семьсот семьдесят три рубля сорок пять копеек; да частных долгов разным лицам, по закладной на Рябово и по обязательствам до миллиона пятисот тысяч рублей», вследствие чего имение отошло в казну. Согласно «Описанию Санкт-Петербургской губернии по уездам и станам» 1938 года в усадьбе проживали мастеровые и дворовые люди: 73 мужчины и 18 женщин. 
До 1849 года мыза находилась под внешним управлением, после чего, согласно императорскому указу, произошёл раздел отцовского наследства и она перешла во владение сына В. А. Всеволожского Александра. На этнографической карте Санкт-Петербургской губернии П. И. Кёппена 1849 года она обозначена как деревня «Rabowa», расположенная в ареале расселения одного из субэтносов ингерманландцев — савакотов.

РЯБОВО — мыза Всеволожского с 8 деревнями. Число душ крепостных людей мужского пола: крестьян — 391, дворовых — нет. Число дворов или отдельных усадеб: 177. Число тягол: оброчных — 1, издельных — 128. Земли состоящей в пользовании крестьян (в десятинах): усадебной: всего — 45, на душу — 0,11; пахотной: всего — 1050, на душу — 2,70; сенокосы: 1040; выгоны: 1294; кустарник: нет; всего удобной на душу: 8,76. Земли не состоящей в пользовании крестьян (в десятинах): удобной — 4671,82; неудобной — 723,86; кустарник и лес — 4057,17; всего удобной на душу — 1,94. Величина денежного оброка: 50 рублей с тягла. (1860 год)

Согласно «Спискам населённых мест Российской Империи» 1862 года в усадебный дом был проведён водопровод из озера Большое. Кроме того на мызе числились 7 крестьянских дворов, где проживали 28 мужчин и 28 женщин.
Избавиться от фамильных долгов Александру не удалось, после его смерти в 1864 году мыза Рябово вновь перешла под внешнее управление. В 1872 году внук В. А. Всеволожского — Павел Александрович Всеволожский вступил в права наследования и решил погасить его долги. За несколько лет была приведена в порядок усадьба и производственные постройки, заработал мастеровой корпус, водопроводная насосная станция, паровая мельница, а позднее и небольшая электростанция. Задуманный им лесопильный завод при жизни Павла Александровича построен не был. Усадебный дом был перестроен и расширен. Поля лежащие в восточной части имения получили свои имена: Музыкантское, Магазейное, Румболовское и Мельничное поле.
В июне 1877 года над мызой Рябово нависла угроза продажи за долги перед Сохранной казной по залогу 1862 года, но описи имения удалось избежать, так как ценой огромных усилий Павлу Александровичу удалось набрать необходимую сумму и погасить задолженность по процентам. В 1878 году ситуация повторилась, но теперь спасительницей имения выступила жена Павла Александровича Всеволожского Елена Васильевна, за 200 000 рублей серебром она выкупила мызу Рябово и стала её полновластной хозяйкой, однако в 1885 году ей вновь пришлось заложить имение, теперь в Дворянском земельном банке.
В 1884 году Елена Васильевна Всеволожская начала хлопотать о строительстве в имении земской больницы. В 1886 году она подарила Шлиссельбургской земской управе, принадлежащий ей двухэтажный с мезонином каменный дом, стоящий у подножья Румболовской горы.
По данным 1889 года в имении было 8 лошадей, 14 коров и 2 быка шортгорнской породы. Имением супруги Всеволожские управляли сами, без управляющего, но с тремя помощниками по хозяйству. Почва в имении не отличалась плодородием (песок и супесь), покосы и пашни сдавались в аренду разным лицам, крестьянам и швейцарским подданным из имения Христиновка.
В 1890 году П. А. Всеволожский перестроил дом, подаренный его женой земской управе. Для будущей больницы он пожертвовал 4215 рублей и землю под домом. 
В 1892 году состоялось официальное открытие Ириновской железной дороги, акционером которой являлся Павел Александрович Всеволожский. Дорога связала имение Рябово с Петербургом. Благодаря усилиям фактической владелицы мызы Рябово Елены Васильевны Всеволожской дорога прошла не по кратчайшему пути — по границе имения вдоль реки Лубьи, а с заходом вглубь её земель, что дало возможность нарезать и продать гораздо большее количество дачных участков вдоль полотна железной дороги.
В 1894 году в имении открылась Рябовская земская больница на 10 кроватей. Шлиссельбургская земская управа постановила назвать её «Имени Павла и Елены Всеволожских».

План мызы Рябово
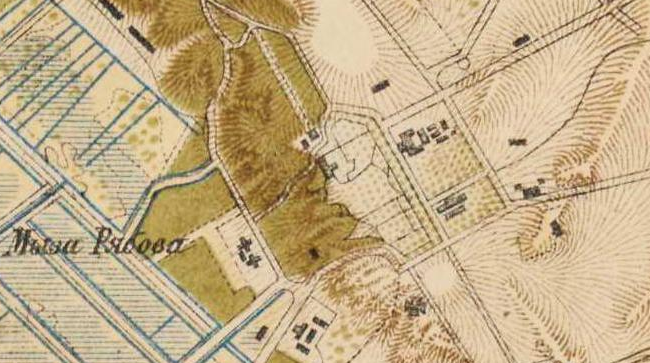
1885 год
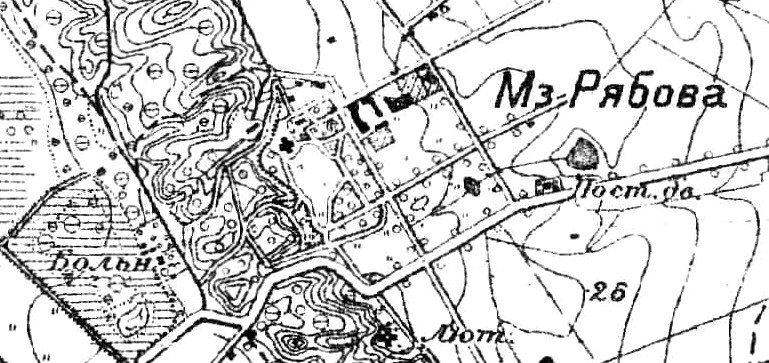
1895 год

Согласно «Спискам населённых мест» 1896 года в имении Рябово числилось 110 крестьян обоего пола.
В 1898 году Павел Александрович Всеволожский — статский советник, почётный мировой судья, предводитель дворянства Шлиссельбургского уезда, один из устроителей Ириновской железной дороги и основатель двух дачных посёлков на этой дороге: Рябово (1892) и Всеволожский (1895), позднее преобразованных в город Всеволожск (1963), умер и был похоронен в своей усадьбе, единственный из рода Всеволожских.
В 1900 году вдове Павла Александровича, Елене Васильевне Всеволожской, принадлежала мыза и 7583 десятины земли, ещё 420 десятин принадлежали её сыну Василию Павловичу Всеволожскому.
В 1901 году в имении открылась земская школа — «Рябовское двухклассное училище в память П. А. Всеволожского». В первый год обучения в неё были приняты 42 мальчика и 49 девочек лютеранского вероисповедания, а также 23 мальчика и 10 девочек других вероисповеданий. Учителями в ней работали — выпускник колпанской учительской семинарии Г. В. Липияйнен и «госпожа О. Ф. Липияйнен — русская». Училище, подведомственное Министерству народного просвещения, располагалось в соседней деревне Романовка, которая являлась административным центром Рябовской волости Шлиссельбургского уезда Санкт-Петербургской губернии. Там же в Романовке находилось волостное правление и казённая винная лавка № 552.  
По данным «Памятной книжки Санкт-Петербургской губернии» за 1905 год имение Рябово, принадлежащее Елене Васильевне Всеволожской, насчитывало 6076 десятин 1217 саженей и ещё 420 десятин. Её сын Василий Павлович Всеволожский выстроил у близлежащей деревни Бабино специальный птичник, в котором содержались куры, гуси, утки, индейки, цесарки. В больших вольерах находились павлины, а в окрестные леса по весне выпускали фазанов, на которых охотились до осени. К фазанникам от усадебного дома, по берегу Большого (Круглого) озера, была построена булыжная мостовая. Эти фазанники Всеволожских даже обозначались на картах того времени. 
В апреле 1906 года, вскоре после женитьбы сына Василия, Елена Васильевна Всеволожская умерла и была похоронена рядом с мужем в родовой усыпальнице Всеволожских. Сыну Василию она оставила 100 000 рублей частных долгов, кроме того, согласно её последнему завещанию В. П. Всеволожский лишался прав на мызу Рябово, оставаясь её пожизненным пользователем, в собственность же она должна была перейти его законным детям от супруги Лидии Филипповны Маркс, если таковые будут, а до того представителем их интересов назначался младший брат Лидии Филипповны, подполковник Александр Филиппович Собин. Сам В. П. Всеволожский накопил к этому времени 200 000 рублей долгов частным лицам. Кроме того, 8 ноября 1906 года над имением Рябово вновь нависла угроза продажи с публичного торга по требованию Дворянского земельного банка за недоимки по залогу 1885 года, достигшие, без малого 150 000 рублей. А. Ф. Собин сумел отсрочить продажу мызы с торгов и в феврале 1908 года перезаложил её в Санкт-Петербургско-Тульском поземельном банке на срок 66 лет и два месяца, а в мае 1909 года Лидия Филипповна Всеволожская приобрела мызу Рябово в собственность с публичных торгов, став её единственным и полновластным владельцем.
В 1909 году в Рябове прошла первая волостная сельскохозяйственная выставка, в которой приняли участие более сотни участников, и несколько тысяч посетителей. На выставке демонстрировались достижения в животноводстве, птицеводстве и овощеводстве. Медали выставки получили: владелец мызы Христиновка (с 1910 года — Бернгардовка) Г. И. Бернгард и сам В. П. Всеволожский. В том же 1909 году в журналах Шлиссельбургской дворянской опеки  впервые было упомянуто Васильевское озеро, строительство которого было начато в 1820-х годах В. А. Всеволожским. Василий Павлович Всеволожский сумел закончить труд своего отца, деда и прадеда по созданию искусственного озера у подножия Румболовской горы. Озеро к наполнению водой было готово уже давно, первая такая попытка была ещё при жизни его отца в 1887 году, но закончилась неудачей, небольшое и мелкое «Павловское озеро» спустили. В последние годы жизни Павел Александрович решил вернуться к идее создания озера, однако болезнь помешала ему это сделать. Василий Павлович закончил дело своих предков и наполнил озеро, несколько лет подряд закрывая плотину на Генеральном ручье во время весеннего паводка. Новое озеро получило название Васильевское его в честь. Озеро было зарыблено. Его появление повысило стоимость продаваемых Всеволожскими дачных участков и спрос на них в окрестностях станции Всеволожская. До середины 1940-х годов озеро являлось излюбленным местом отдыха и рыбалки многочисленных дачников и местных жителей.

Васильевское озеро
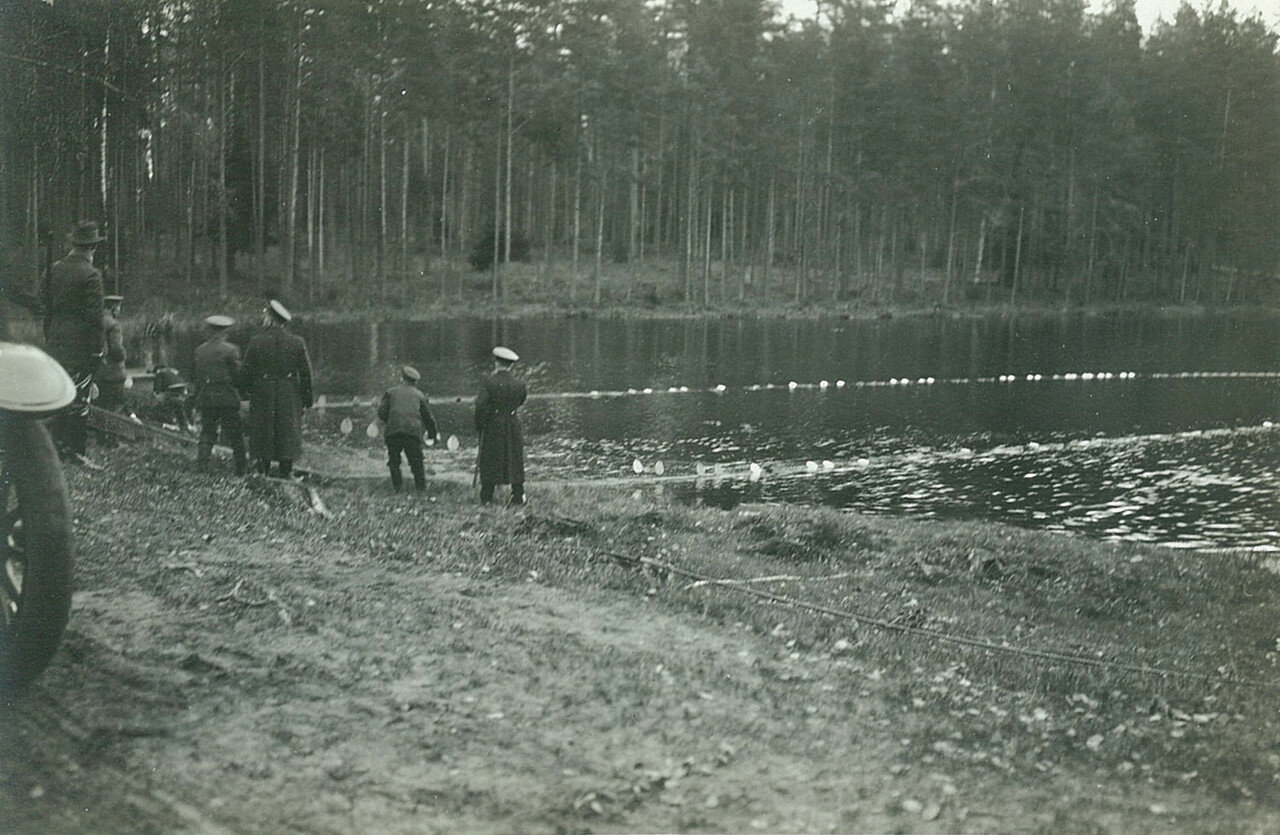
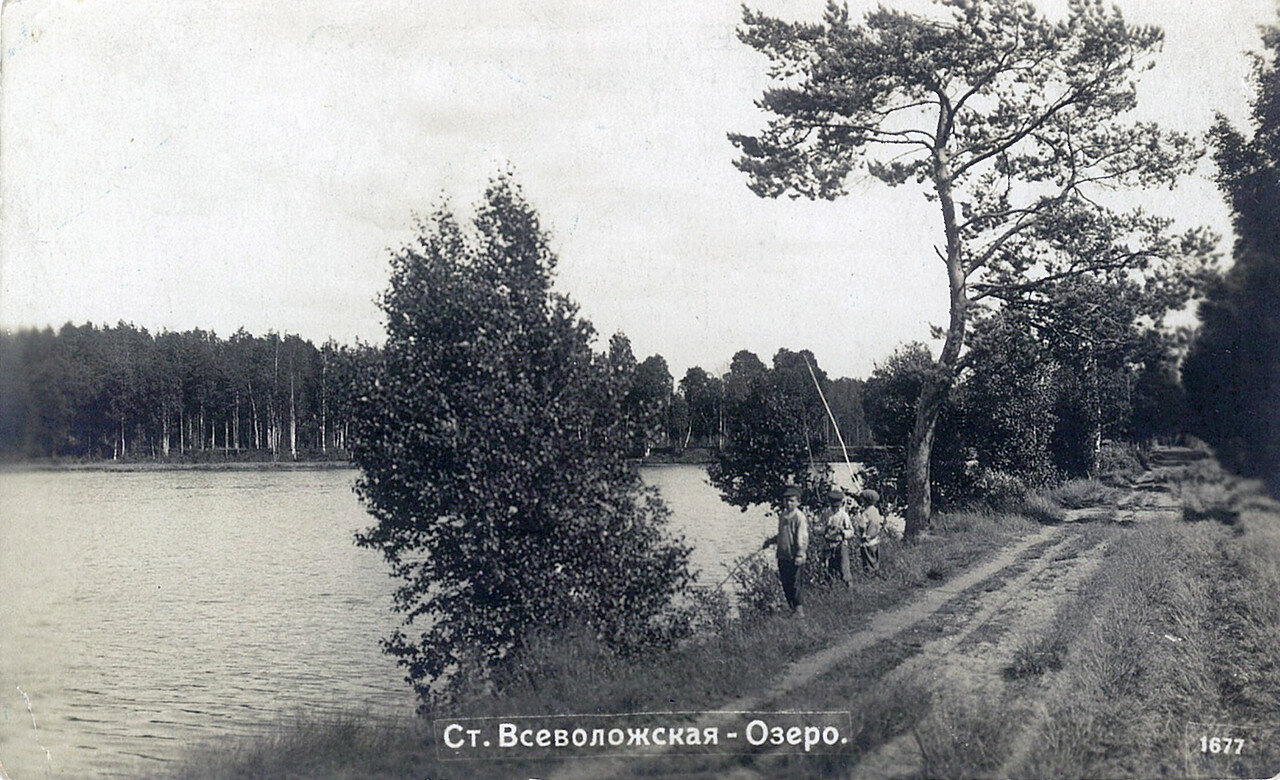

### Советские годы
30 июня 1918 года мыза Рябово была национализирована и передана в ведение земельного отдела Рябовского волисполкома, что стало предметом спора со Всеволожским волостным исполкомом. 10 октября 1918 года последнюю владелицу мызы Лидию Филипповну Всеволожскую выставили из усадьбы с вещами и хозяйством имения стал руководить председатель комитета рабочих и служащих имения Рябово, немец Адольф Адольфович Штейнгауэр. Силовую поддержку ему оказывал девятнадцатилетний сын кузнеца из Романовки, комиссар имения Василий Петрович Прокофьев, смотрителем усадебного дома стал Степан Семёнович Богданенков. В ноябре имение было передано в ведение Петроградского губземотдела, после чего на его базе был организован совхоз «Рябово».
В 1920 году при совхозе «Рябово» открылись финские сельскохозяйственные курсы. 28 февраля 1923 года на их основе в бывшем имении открылся Финский сельскохозяйственный техникум (ФСХТ) с преподаванием на финском языке. Согласно переписи населения 1926 года среди жителей бывшего имения Рябово большинство составяли финны, эстонцы и ингерманландцы. Среди учащихся техникума — ингерманландцы. В 1934 году техникум был преобразован в финско-эстонский. В 1937 году национальный статус с него был снят, а преподавание переведено на русский язык.
В 1927 году в усадьбе Рябово финскими рабочими приехавшими из США была организована коммуна «Труд» («Туö»). 28 семей коммунаров прибыли в Рябово небольшими группами с мая по декабрь 1927 года. Председателем правления коммуны был Эдвард Мяки. Договор на передачу совхоза «Рябово» финской земледельческой коммуне «Труд» был заключен 27 января 1927 года. Местное население к новым методам ведения хозяйства относилось неоднозначно. В коммуне были совершены поджоги, уничтожившие лесопилку, школьное общежитие и клуб коммунаров, который располагался в усадьбе Всеволожских. Коммунары обвиняли в поджогах пастора Рябовского лютеранского прихода Селима Лауриккала, якобы «пастор в Финляндии получил задание уничтожить» имущество коммунаров. По воспоминаниям коммунаров усадебный дом сгорел в декабре 1928 года, в ночь перед Рождеством. Однако по воспоминаниям пастора, кирха и пасторат которого находились через дорогу от коммуны «Труд», усадебный дом сгорел на год раньше: «В ночь с 16 на 17 декабря [1927 года] дотла сгорело главное здание техникума. А вскоре, на Рождество огонь уничтожил завод, принадлежащий коммуне „Труд“».
В годы войны, с 1941 по 1943 год, в постройках усадьбы Рябово и усадебном парке, размещался личный состав Артиллерийско-минометных курсов младших лейтенантов Ленинградского фронта. С 1943 по 1944 год — 37-го отдельного учебного полка резерва офицерского состава артиллерии Ленинградского фронта. После войны — 15-й цех завода резиново-технических изделий «Красный Треугольник».

## Рябовский приход

### Лютеранский
Рябовская лютеранская община была основана в 1685 году.
Сразу за усадебным парком, в начале деревни Румболово, у пересечения с дорогой на Санкт-Петербург, на земле мызы Рябово подаренной общине бароном Иваном (Иоганном) Юрьевичем Фридриксом (Фредериксом), в 1778 году была возведена 400-местная деревянная кирха святой Регины, ставшая приходской церковью.
Число прихожан со временем росло: в 1848 году — 937 человек, в 1910 году — 2171 человек, в 1917 году — 2372 человека, в 1928 году — 2460 человек.
В 1937 году Рябовский лютеранский приход был ликвидирован, кирха была закрыта и передана под клуб Всеволожского сельхозтехникума. 
В 1941 году, после закрытия сельхозтехникума, здание кирхи было выделено для размещения Всеволожского отделения Госбанка. В годы войны на лютеранском кладбище у стен кирхи производились захоронения бойцов Красной армии, умерших от ран в госпиталях посёлка Всеволожский. В конце 1944 года в кирхе вновь разместился клуб восстановленного сельхозтехникума. Здание кирхи было разобрано на дрова в 1945 году.

### Православный
Первая — домовая православная церковь, была построена на мызе Рябово в 1821 году по проекту архитектора Павла Шрётера и принадлежала колтушскому приходу. В июне 1822 года церковь была освящена, священником в неё был назначен отец Феодор (в миру Быстряков).
В 1898 году Елена Васильевна Всеволожская начала обустраивать вторую церковь — храм-усыпальницу Всеволожских на южной окраине усадьбы. Каменное восьмигранное здание церкви возводилось над могилой П. А. Всеволожского. В 1901 году работы были завершены и над склепом Всеволожских была освящена церковь Спаса Нерукотворного Образа Ириновского прихода.
В октябре 1931 года храм Спаса Нерукотворного Образа закрыли, а над семейным захоронением Всеволожских надругались. Комсомольские активисты вынесли гробы из склепа и бросили в открытом виде на улице. Кощунство продолжалось всю зиму, пока несколько финских девушек из деревни Романовка, шедших с пасхального богослужения в соседней кирхе, не перенесли останки бывших владельцев усадьбы через дорогу и не похоронили их на лютеранском кладбище.
В 1930-е годы в церкви был устроен склад зерна, затем клуб, во время войны размещались Артиллерийско-минометные курсы, после войны — станция горючесмазочных материалов, с 1960 года храм пустовал.
29 декабря 1989 года храм во имя Спаса Нерукотворного Образа на Дороге жизни был передан православной общине. В настоящее время — приходской храм Всеволожского благочиния. В крипте храма находится домовая церковь святого благоверного князя Всеволода-Гавриила Псковского. На территории храма находится часовня с баптистерием, освящённая во имя Крестителя Господня Иоанна. К приходу приписан храм Воскресения Христова в деревне Углово.

Фото 1900-х годов
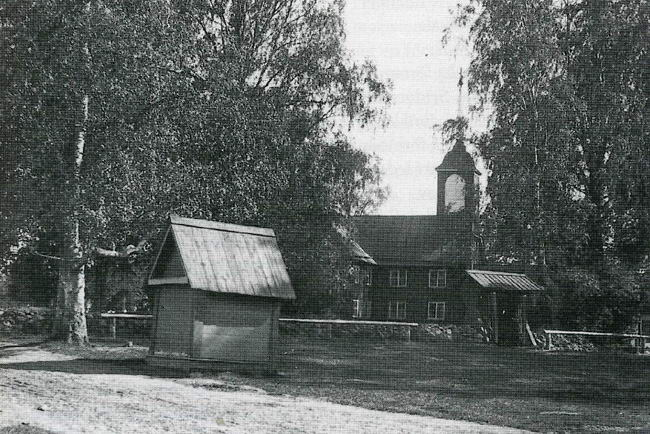
Кирха Святой Регины
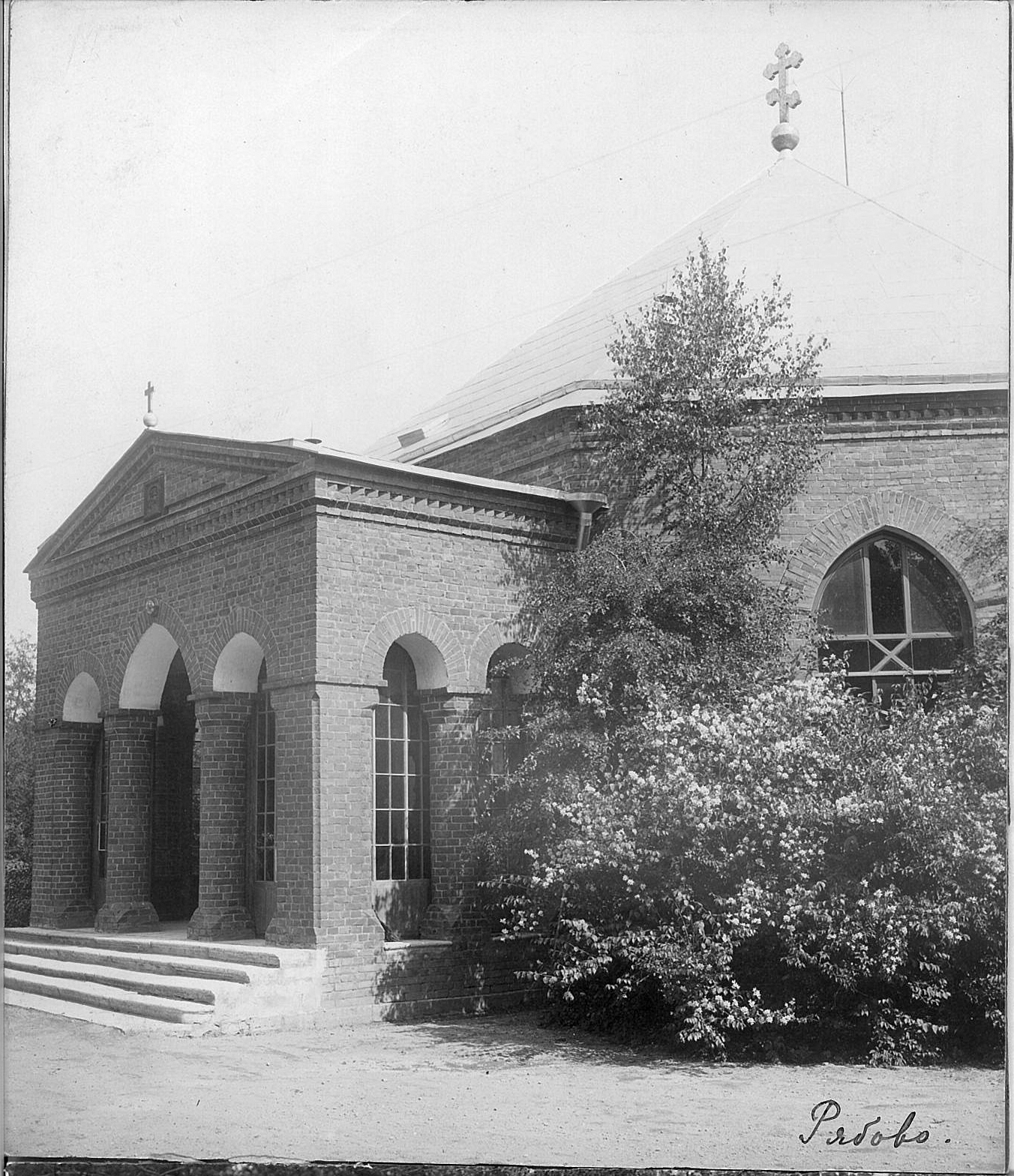
Спасская церковь

## Усадебный парк
Основан бароном И. Ю. Фридриксом в 1774 году и до начала 1820-х годов представлял собой регулярный французский парк. После того как мызу Рябово приобрёл статский советник В. А. Всеволожский, под руководством архитектора П. Д. Шрётера, на безлесных тогда склонах Румболовской горы было нарезано несколько рядов террас, а на её плоской вершине взамен французского был разбит английский пейзажный парк. Идея устройства нового парка и террасированных склонов приписывается царскосельскому садовнику Джозефу Иоганновичу Бушу. Вид нового усадебного дома мызы Рябово, террас и пейзажного парка были запечатлены на гравюре А. О. Дезарно 1822 года.
После революции, в 1923 году, Румболовский парк, вместе с другими землями бывшего имения, был официально передан в ведение учебного хозяйства Финского сельхозтехникума. По данным учхоза техникума на 1926/1927 учебный год парк занимал площадь 30 га. В 1927 году парк передали, организованной американскими финнами, коммуне «Труд» с обязательством «восстановить все парковые насаждения». А также: «восстановить ограду парка… и содержать парк за свой счёт». Вошедший в состав земель коммуны «старый усадебный парк передавался с условием свободного использования учащимися техникума для учебных целей и отдыха» и занимал, согласно договору, площадь 27,6 десятин.
В 1930-е годы согласно проекту известного советского географа, профессора ЛГУ Вениамина Петровича Семёнова-Тян-Шанского, на территории мызы Рябово должен был разместиться новый Центральный географический музей. Рядом со сгоревшим господским домом усадьбы Всеволожских планировалось возвести каменный дворец-музей с башней, на трёх этажах которого должны были разместиться разноплановые экспозиции. Всего планировалось создать десять парковых участков, соответствующих различным климатическим зонам СССР. На территории старинного парка усадьбы Всеволожских планировалось разместить лесной-лиственный и горно-альпийский парковые участки. В связи с включением территории усадьбы в пограничную зону с пропускным режимом, проект остался незавершённым.

## Современность
С момента своего основания в 1892 году посёлок Всеволожский и мыза Рябово существовали независимо друг от друга как два различных населённых пункта, однако в 1963 году, после преобразования рабочего посёлка Всеволожский в город и объединения с ним нескольких соседних населённых пунктов, мыза Рябово вошла в состав вновь образованного города Всеволожска.
На территории бывшей усадьбы Всеволожских располагаются: Румболовский парк, Всеволожский агропромышленный техникум со студенческими общежитиями, филиал Всеволожской средней общеобразовательной школы № 4, Мультицентр социальной и трудовой интеграции и жилой микрорайон Сельхозтехникум. Из оригинальных построек усадьбы сохранились лишь храм Спаса Нерукотворного образа (действующий), а также булыжная конюшня и так называемый «Красный замок» — газогенераторная станция Всеволожских, в полуразрушенном состоянии. Все постройки являются объектами культурного наследия народов Российской Федерации. Правительство Ленинградской области планирует восстановить Румболовский парк, а бывшую булыжную конюшню Всеволожских реконструировать и разместить в ней Ленинградскую областную универсальную научную и Ленинградскую областную детскую библиотеки.

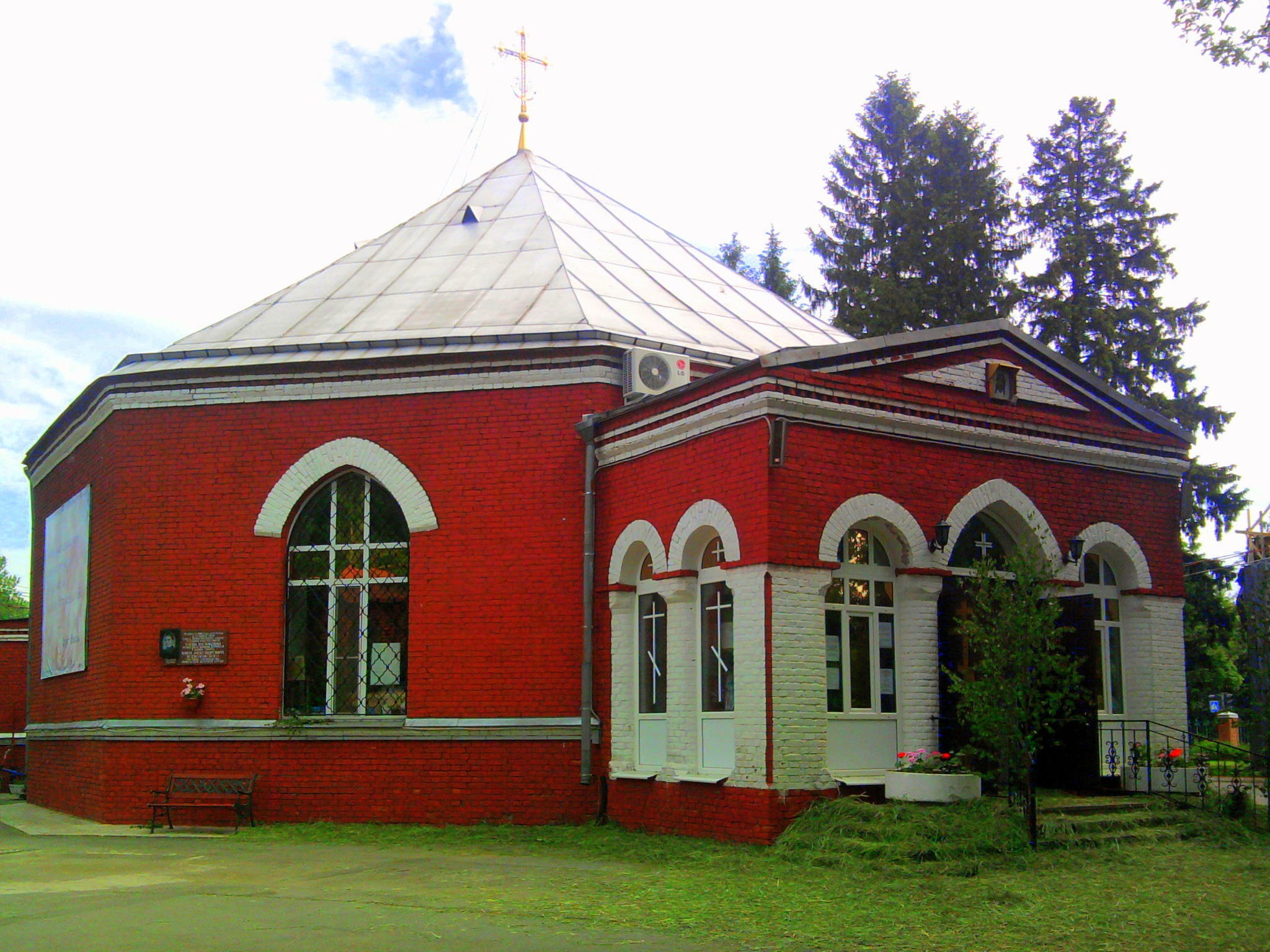
Храм Спаса Нерукотворного Образа на Дороге жизни — бывшая усыпальница дворянского рода Всеволожских
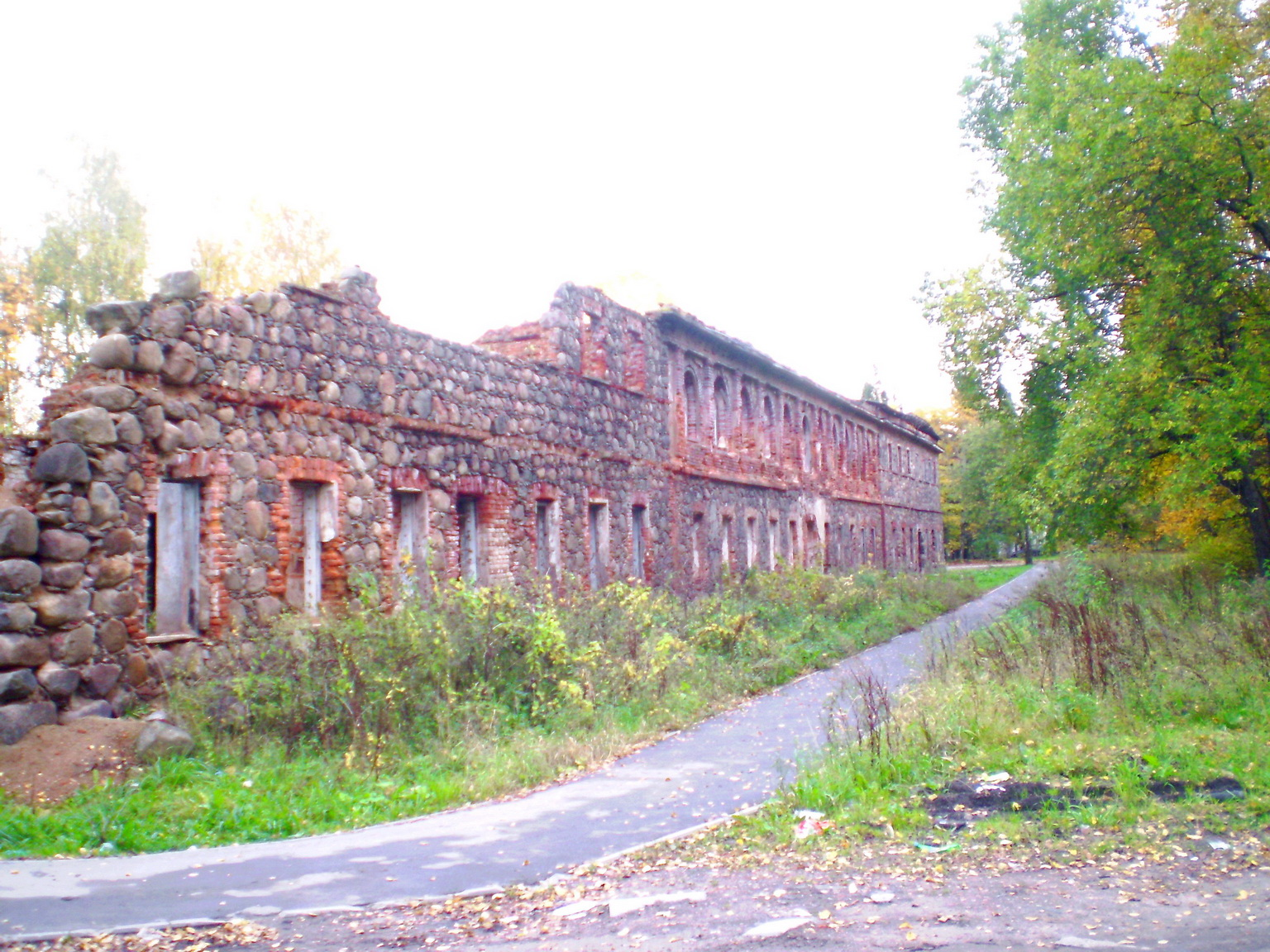
Булыжная конюшня Всеволожских
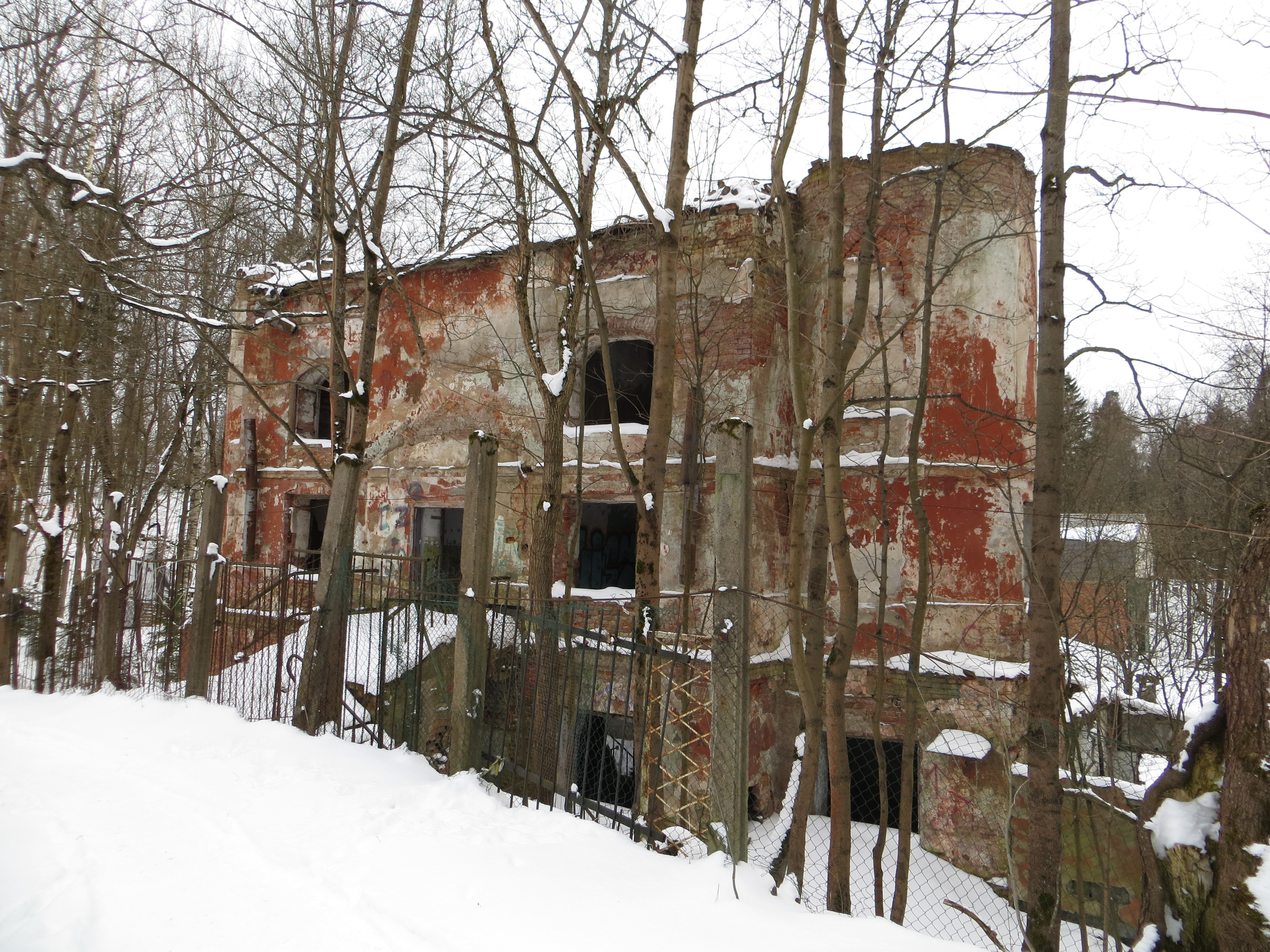
Так называемый «Красный замок»
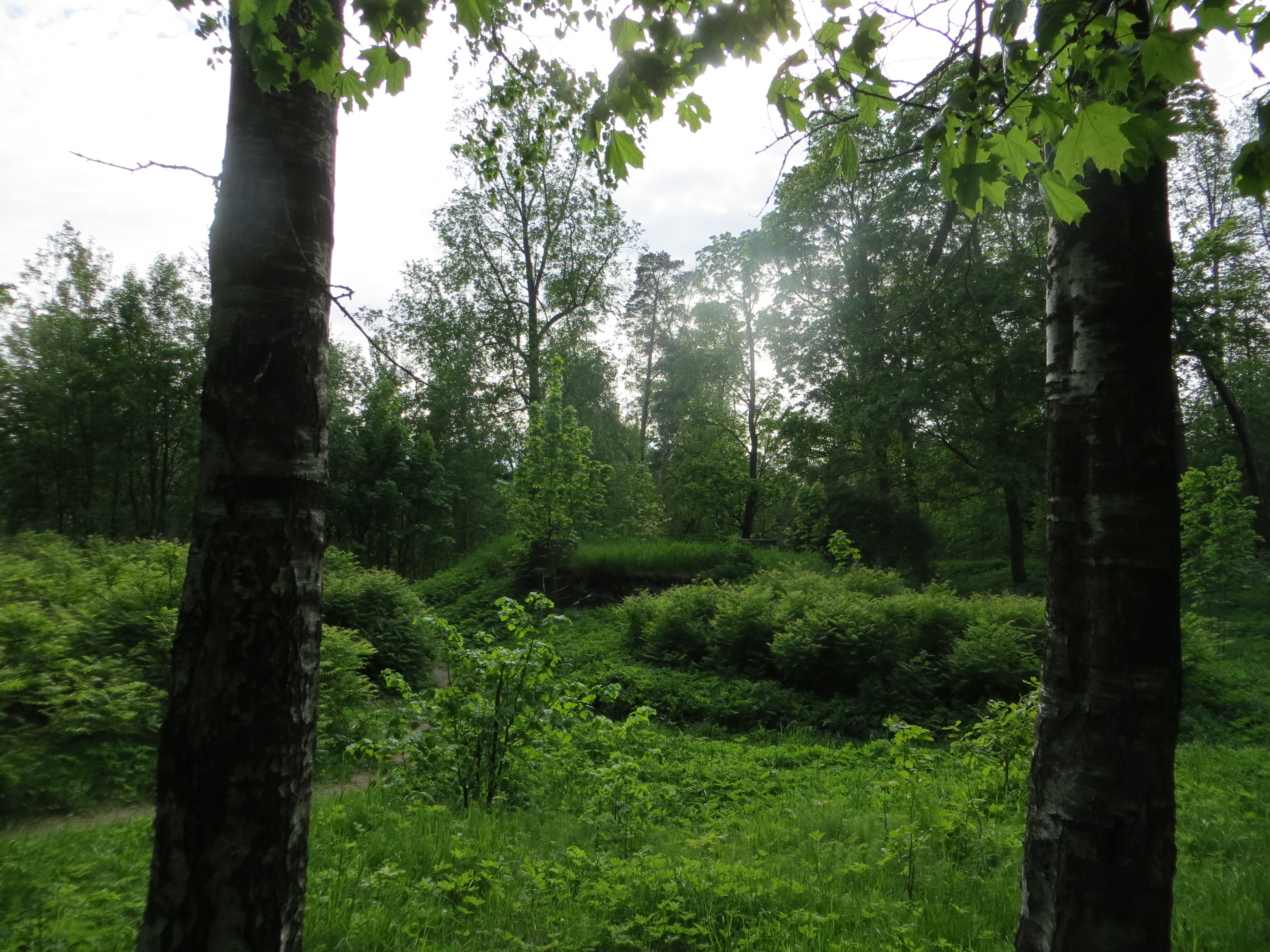
Верхний бассейн водопровода усадебного дома Всеволожских
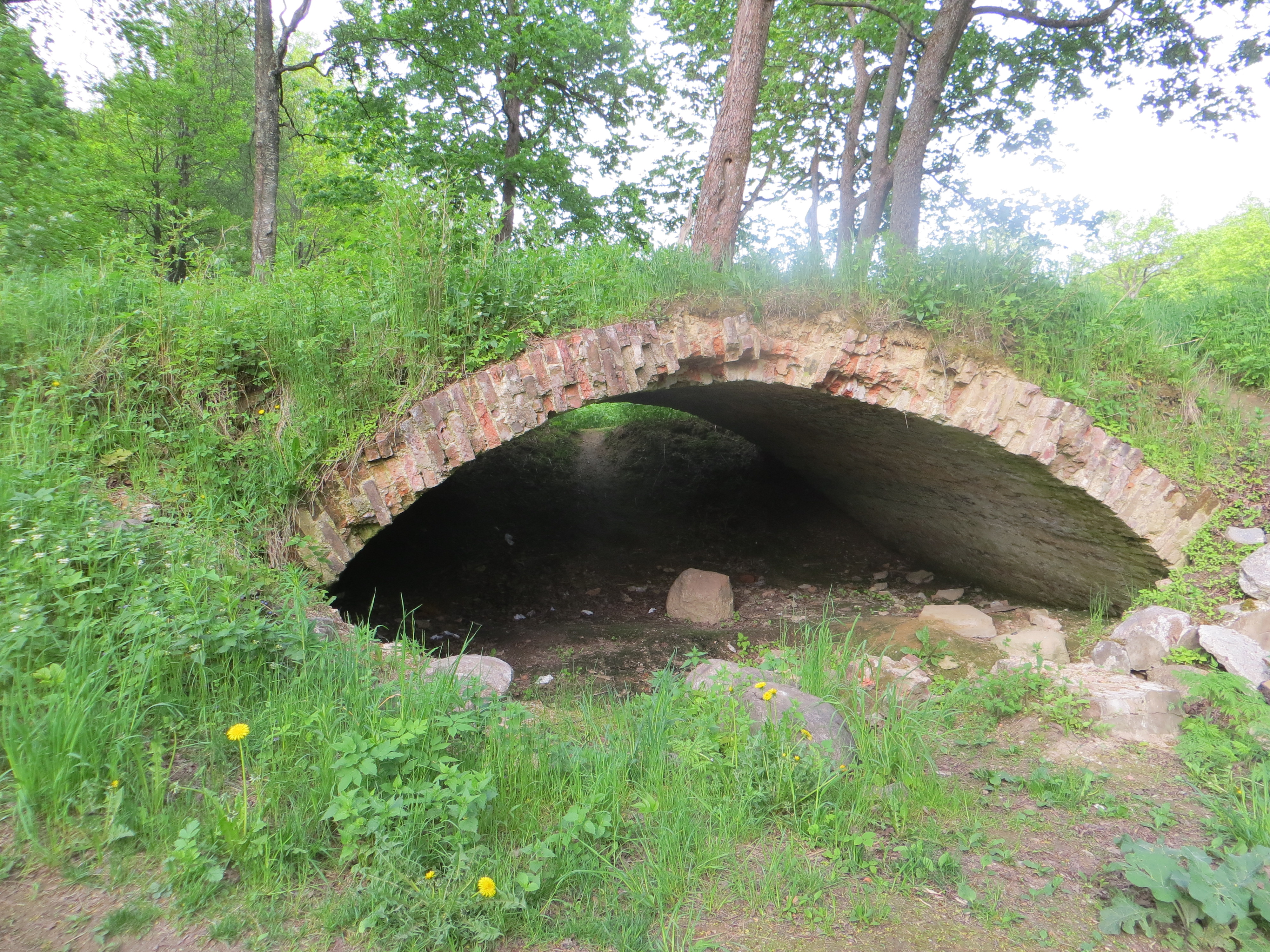
Винный погреб Всеволожских
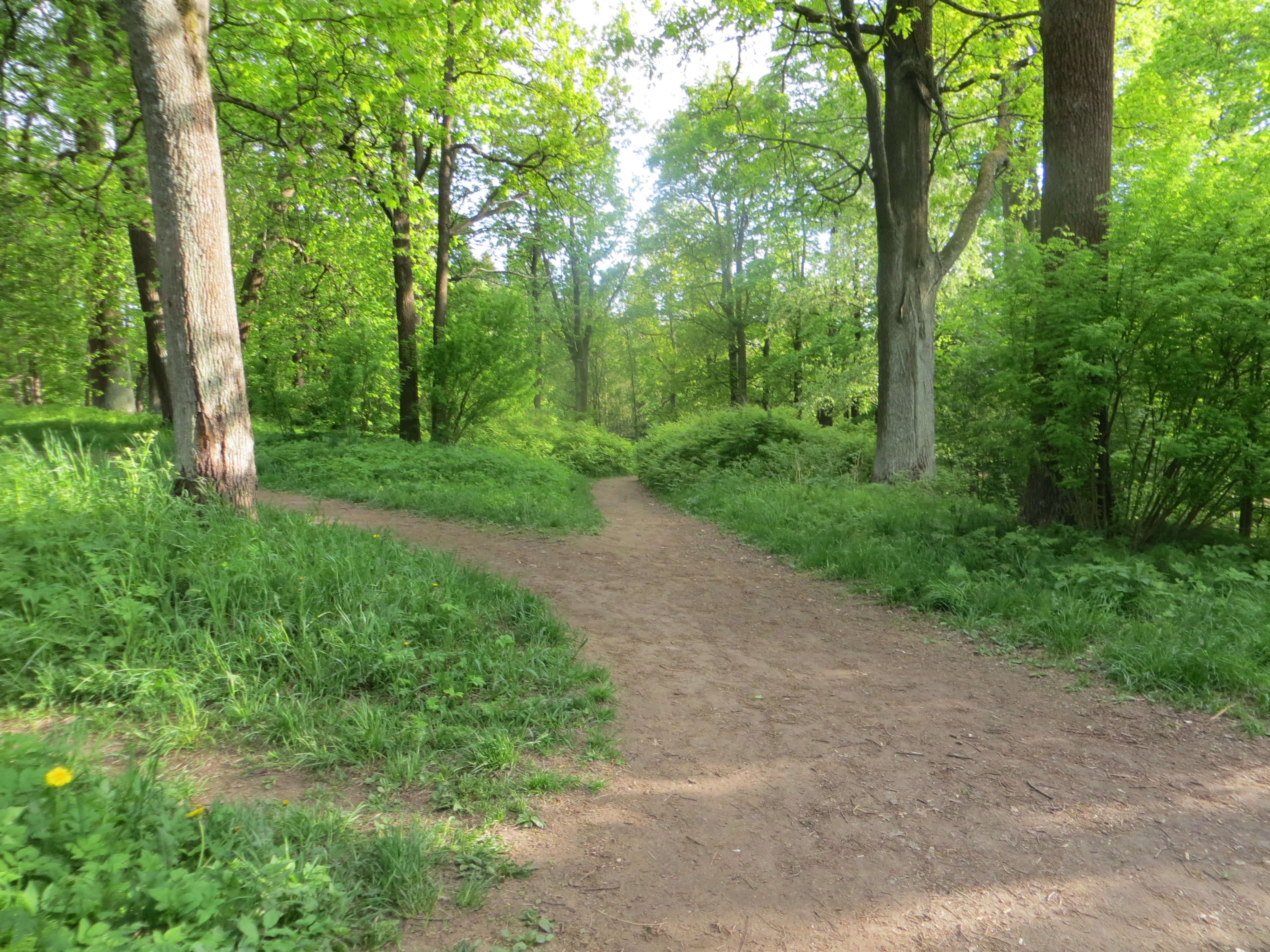
Парк мызы Рябово

## Список владельцев мызы Рябово
1. Казённая мыза (1727—1732)
2. Егор Иванович Пашков и Афанасий Степанович Исаков (1732—1736)
3. Марфа Васильевна Пашкова, Афанасий Степанович Исаков и Михаил Иванович Сафонов (1736—1746)
4. Марфа Васильевна Пашкова, Пётр Егорович Пашков и Афанасий Степанович Исаков (1746—1762)
5. Александр Ульянович Саблуков и Афанасий Степанович Исаков (1762—1764)
6. Екатерина Александровна Мордвинова (ур. Саблукова) и Михаил Иванович Мордвинов (1764—1773)
7. Барон Иван Юрьевич Фридрикс (1773—1779)
8. Барон Густав Иванович Фридрикс (1779—1795)
9. Иван Эммануилович Гертель (1795—1808)
10. Алевтина Ивановна Толстая (1808—1818)
11. Всеволод Андреевич Всеволожский (1818—1836)
12. Внешнее управление (1836—1849)
13. Александр Всеволодович Всеволожский (1849—1864)
14. Внешнее управление (1864—1872)
15. Павел Александрович Всеволожский (1872—1878)
16. Елена Васильевна Всеволожская (1878—1906)
17. Александр Филиппович Собин (1906—1909)
18. Лидия Филипповна Всеволожская (1909—1918)[93]